# 竜田越奈良街道
竜田越奈良街道（たつたごえならかいどう）は、奈良に至る「奈良街道」の一つ。 大阪と奈良を結ぶ街道の一つであり、斑鳩町の竜田（龍田神社付近）を通る「竜田道」の一つである。 現在は国道25号が踏襲している。
龍田（三郷町の龍田大社付近）を越えることから「竜田越」とよばれるようになった。 また、大阪府内では「渋川道」ともいわれる。
竜田道（龍田道）は、龍田越え、亀瀬越えなどとも呼ばれる。時代や目的によって数本のルートがあり、それらを総称して龍田古道（たつたこどう）とも呼ばれる。

## 概要・歴史
龍田は奈良県生駒郡三郷町立野（たつの）周辺の古い呼称で、龍田大社が鎮座する地である。奈良県と大阪府の府県境付近の大和川の渓谷を亀の瀬と呼ぶが、亀の瀬の北方に位置する峰々を総称して龍田山と呼ばれており、龍田山を越える道が竜田道（龍田道）である。
飛鳥時代に、難波津・四天王寺と斑鳩里・法隆寺を結ぶ街道として整備された。沿道にある大聖勝軍寺を含め、いずれも聖徳太子にゆかりのある地域と関わりがある。聖徳太子自身もこの街道を往復していたといわれる。
奈良時代になると、難波京と平城京を結ぶ街道として利用された。最短ルートである暗越奈良街道が急峻な山越えであるため、比較的坂の緩い平坦路として重宝された。斑鳩より東は「横大路」（北の横大路）といわれた。また、現在の大和郡山市横田付近で「下つ道」に合流した。
かつて、大和川付け替え前は、途中の「河内国府」（現在の藤井寺市国府）で「長尾街道」「東高野街道」と離合した。また、付近で石川を越えて国分村を経由し、さらに夏目茶屋付近を渡し船で越えていた。 大和川付け替え後は必然的に河内国府を通らない大和川を越えないルートとなった。明治時代に入ると、国分村の北に国豊橋が架けられ、亀ノ瀬の対岸の大和川南岸壁を開削して新たなルートが開設された。比較的平坦だったため現在に至るまでメインルートとなっており、現在は国道25号に指定されている。
なお、柏原から三郷にかけては、北側の山道越え（信貴山越と一部重なる）、大和川の北岸に沿うルート（いわゆる亀の瀬越）、対岸の南側を沿うルート（現在の国道25号）など、複数のルートがある。
柏原市内で、「亀の瀬」とよばれる地域を通るが、本街道としては現在に至るまで、難所として知られた。明治時代以降に鉄道が敷設されたときに長大トンネルが掘られたが、軟弱地盤のため、崩壊して放棄された。
奈良県と大阪府の境界をなす生駒山地・金剛山地の峠越えの道は多数あるが、その中で最も標高の低い峠越えの道であり、古代から重要視されてきた。 
一般に龍田道と呼ばれた道は大和川に沿った道で、三郷町から柏原市青谷までは大和川右岸を、青谷から西は大和川左岸を通ったと考えられている。しかし、奈良時代には柏原市の山間部に入り、柏原市安堂・太平寺へ下る道も利用されたようである。それ以外にも、龍田大社の神の降臨地とされる御座峯を通過する道などもあった。

## 歴史
龍田道の史料上の初見は『続日本紀』宝亀2年（771年）2月21日条の「車駕龍田道を取りて、竹原井行宮（たかはらいのかりみや）に到る」である。しかし、龍田道についての記述は、『日本書紀』神武即位前紀戊午年4月条、履中即位前紀にもみられる。そこには、「狭く険しく人が並んで歩くこともできない道」と書かれている。 
『日本書紀』推古21年（613年）11月21日条に「難波より京に到る大道を置く」とある大道は、一般には竹内街道のこととされているが、龍田道ではないかという指摘がある。難波から渋河道（のちの奈良街道）をとり、龍田道で生駒山地を越え、斑鳩から太子道（筋違道・すじかいみち）で飛鳥へ向かうルートである。沿線に古代寺院が次々に建立されていることや、比高差が小さいことなどを重視した説である。斑鳩を本拠とする聖徳太子が中心となって整備されたと考えられている。 『日本書紀』天武元年（672年）7月の壬申の乱の際には、龍田が大和防衛の最前線となっており、天武8年（679年）11月には、龍田山と大坂山に関が設けられている。飛鳥時代においては、龍田道と大坂道（穴虫越）が大和と河内を結ぶ重要路だったことがわかる。奈良時代になると、『続日本紀』には平城宮から難波宮への行幸記事が数多くみられる。その際に利用されたのも龍田道であった。途中には竹原井離宮が設けられていたことがわかり、その跡と考えられる遺跡が、柏原市青谷の青谷遺跡で発見されている。  
『万葉集』には、龍田山を詠んだ歌が多数掲載されている。川沿いの桜など美しい景色を詠んだ歌もあるが、「人もねのうらぶれ居るに　龍田山御馬近付かば忘らになむか」（巻5－877・山上憶良）のように、大和のシンボルとして龍田山を詠んだノスタルジックな歌も多い。『古今和歌集』にも、在原業平の歌として「千早振神代もきかず龍田川　からくれないに水くくるとは」が残されており、平安時代頃までは龍田道付近の大和川は、一般に龍田川と呼んでいたようである。龍田川に沿った龍田道は、桜と紅葉の名所として有名であった。 「桜の龍田古道の復活」で平成22年度手づくり郷土賞受賞。
中世以降も龍田道は亀瀬越大和海道、奈良街道などとして利用され、大坂の陣の際にも徳川方が通過している。明治７年（1874）３月に大和川左岸に亀瀬新道（現在の国道25号）が開通し、明治25年（1892年）には大阪鉄道（現在のJR大和路線）の湊町（現在のJR難波）と奈良間が開通することによって、龍田道の利用は減少した。また、明治以降の亀の瀬の地すべりで旧道は原形を留めていないところが多く、鉄道も大和川左岸に迂回することになった。令和2年（2020年）6月に、「もうすべらせない！龍田古道の心臓部「亀の瀬」を越えてゆけ」というタイトルで龍田古道と亀の瀬が日本遺産に認定された。

## 経由地（沿線施設等）
大阪市
- 四天王寺
- 杭全神社

八尾市
- 大聖勝軍寺
- 弓削神社

柏原市
- 三田家住宅（重要文化財）

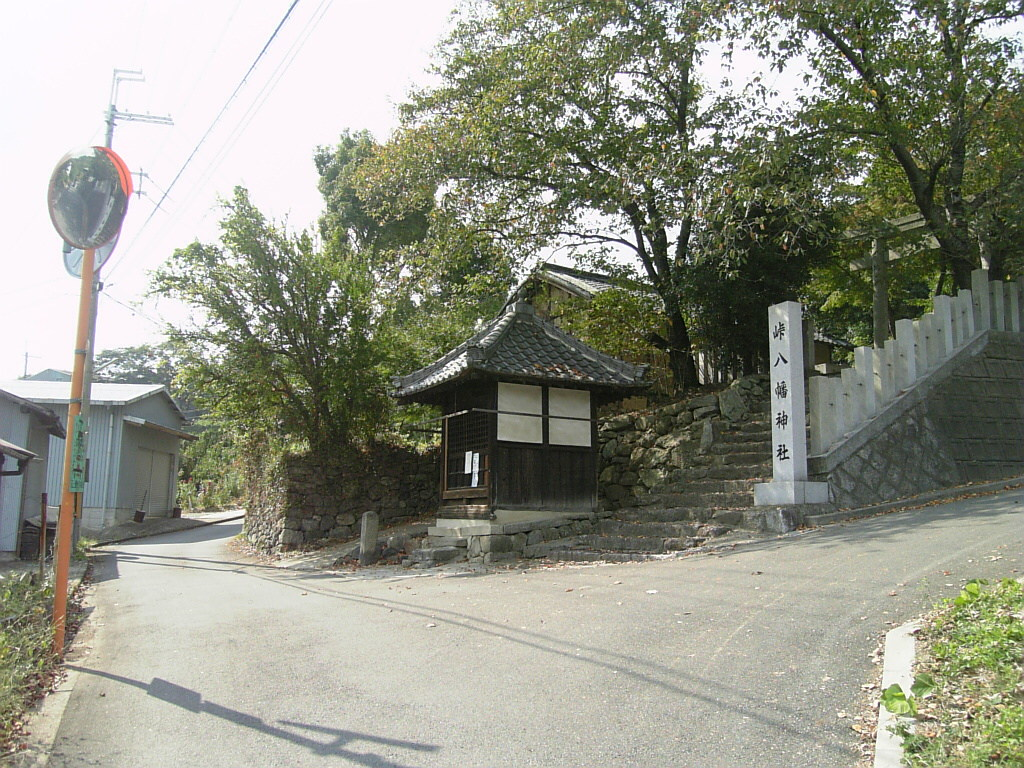
大阪府柏原市峠地区を通る竜田越

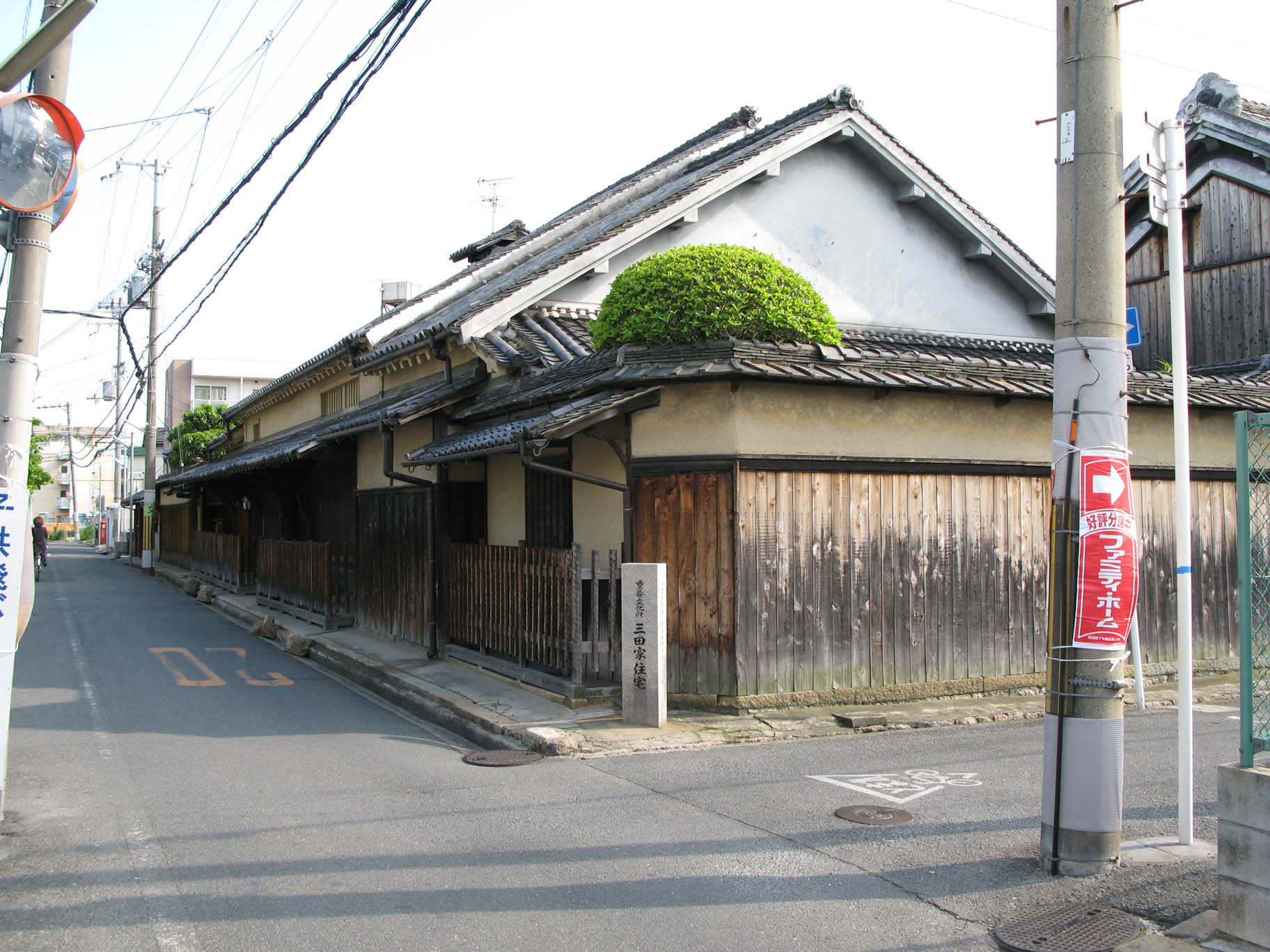
三田家住宅（重文）
街道は写真前後方向。奥が奈良方面。

- 柏原市役所・国豊橋北詰・JR高井田駅（右岸ルート）
- 新大和橋・石川橋（東高野街道・長尾街道重複、国分経由ルート）
- 国分神社・ジェイテクト（旧光洋精工）工場・川端橋・青谷青少年運動広場（国分経由ルート）
- 河内堅上駅

三郷町
- 龍田大社
- 三郷町役場
- 近鉄信貴山下駅

斑鳩町
- 竜田川・竜田大橋（十三街道・清滝街道交点）
- 龍田神社
- 斑鳩町役場
- 法隆寺
- 奈良交通法隆寺バスセンター
- 法起寺

大和郡山市
- 慈光院
- 近鉄郡山駅
- 郡山城・城下町
- 九条公園

奈良市
- 佐保川